# Rita Segato
Rita Laura Segato, née en Argentine le 14 août 1951, est une universitaire argentino-brésilienne reconnue pour sa contribution aux enjeux féministes en anthropologie.

## Biographie

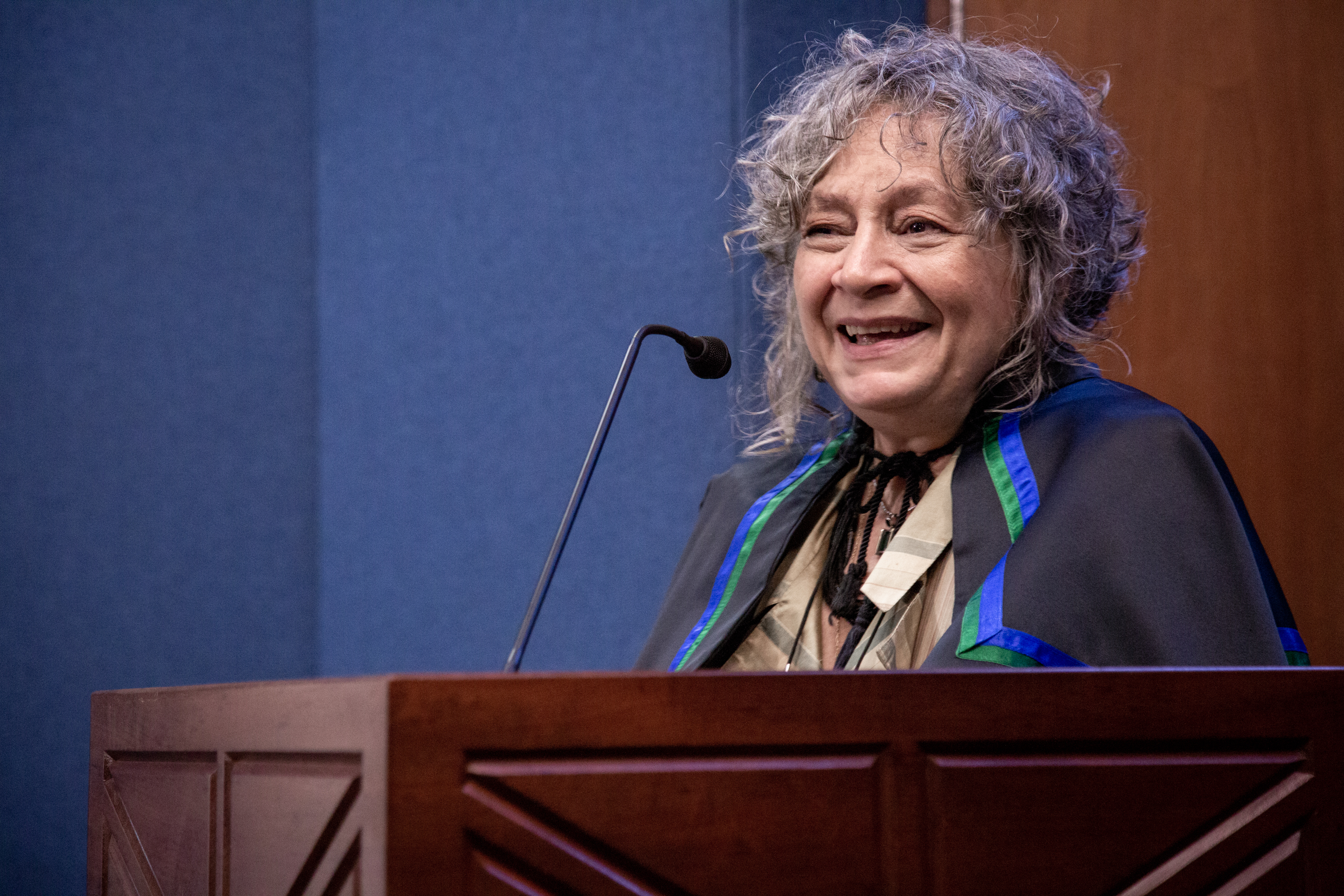
Rita Segato parle en 2018 à l'Université de Brasilia.

Rita Segato naît à Buenos Aires et étudie à l'Instituto Interamericano de Etnomusicología y Folklore de Caracas. En 1978, elle obtient une maîtrise et, en 1984, un doctorat en anthropologie sociale de l'Université Queens de Belfast.
Elle est professeure émérite de l'Université de Brasilia où elle enseigne au département d'anthropologie de 1985 à 2010 ainsi qu'au programme postdoctoral en bioéthique et droits de l'homme de 2011 à 2017,. Elle est titulaire de la Chaire UNESCO d'anthropologie et de bioéthique. Elle coordonne la Chaire Aníbal Quijano du Musée Reina Sofía de Madrid dès sa fondation en 2018. Elle est également chercheuse au Conselho Nacional de Desenvolvimento Científico e Tecnológico (Conseil national de développement scientifique et technologique) du Brésil. L'un de ses domaines de spécialisation est l'étude de la violence de genre,.
En 2016, avec Prudencio García Martínez, Rita Segato agit à titre d'experte judiciaire au procès Sepur Zarco, une communauté autochtone située à l'est du Guatemala. Durant le conflit armé de 1960 à 1996, des militaires réduisent les femmes de cette communauté à l'esclavage sexuel,. Quinze survivantes de Sepur Zarco portent plainte contre le lieutenant Reyes Girón et le militaire Valdez Asigà, qui sont reconnus coupables de crimes contre l'humanité,.

## Reconnaissance
Pour le cinquantième anniversaire de sa fondation en 2017, le Consejo Latinoamericano de Ciencias Sociales (CLACSO) décerne à Rita Segato le Prix latino-américain et caribéen en sciences sociales CLACSO 50 ans.
En 2019, l'Université Nationale de San Martín (UNSAM) en Argentine crée la Cátedra de Pensamiento Incómodo Rita Segato (Chaire de la pensée importune Rita Segato). En novembre de la même année, le collectif féministe chilien LASTESIS crée la manifestation Un violeur sur ton chemin dont les paroles chantées s'inspirent des textes de Rita Segato,.

## Publications
- (es) Santos e Daimones. O politeísmo afrobrasileiro e a tradição arquetipal, Editora da Universidade de Brasilia, 1995
- (es) Las Estructuras Elementales de la Violencia. Ensayos sobre género entre la antropología, el psicoanálisis y los Derechos Humanos, Prometeo - Universidad Nacional de Quilmes, 2003, 261 p. (ISBN 987-558-018-X)[17]
- (es) La nación y sus otros : raza, etnicidad y diversidad religiosa en tiempos de políticas de la identidad, Ciudad Autónoma de Buenos Aires, Prometeo Libros, 2007, 350 p. (ISBN 978-987-574-155-3, lire en ligne)
- (es) Los presos hablan sobre los derechos humanos en la cárcel, La Grieta, por Donde Asoma la Palabra, 2009 (ISBN 978-987-25040-0-7) (Coécrit avec Rodolfo Brardinelli et Claudia Cesaroni)
- (en) « Territory, Sovereignty, and Crimes of the Second State: Writing on the Body of Murdered Women », dans Rosa-Linda Fregoso et Cynthia Bejarano, Terrorizing Women: Feminicide in the Américas, Durham, Duke University Press, 2010
- (es) La escritura en el cuerpo de las mujeres asesinadas en Ciudad Juárez, Tinta Limón, 2013, 87 p. (ISBN 978-987-27390-4-1)
- L’œdipe noir. Des nourrices et des mères (préf. Pascale Molinier), Paris, Payot, coll. « Petite Bibliothèque Payot », 2014 (ISBN 9782228910545)
- (es) Las nuevas formas de la guerra y el cuerpo de las mujeres, Pez en el Árbol, 2014
- (es) Reinventar la izquierda en el siglo XXI, Universidad Nacional de General Sarmiento, 2014 (ISBN 978-987-630-192-3) (Collectif)
- (es) Aníbal Quijano : textos de fundación, Del Signo, 2014 (ISBN 978-987-3784-04-0) (Coécrit)
- (es) Des/decolonizar la universidad, Del Signo, 2015 (ISBN 978-987-3784-16-3) (Coécrit)
- (es) Genealogías críticas de la colonialidad en América Latina, África, Oriente, CLACSO, 2016 (ISBN 978-987-722-157-2) (Coécrit)
- (es) Construir estrategias para erradicar la violencia de género, Al Margen, 2016 (ISBN 978-987-618-224-9) (Coécrit)
- (es) La crítica de la colonialidad en ocho ensayos, Prometeo Libros, 2016 (ISBN 978-987-574-825-5)
- (es) La guerra contra las mujeres, Tinta Limón - Traficantes de sueños, 2017, 188 p. (ISBN 978-987-3687-26-6)[18]
- (es) Mujeres intelectuales : feminismos y liberación en América Latina y el Caribe, Consejo Latinoamericano de Ciencias Sociales - CLACSO, 2017, 404 p. (ISBN 978-987-722-247-0)  (Coécrit)
- (es) Más allá del decenio de los pueblos afrodescendientes, Consejo Latinoamericano de Ciencias Sociales - CLACSO, 2017 (ISBN 978-987-722-267-8) (Coécrit)
- (es) Contrapedagogías de la crueldad, Buenos Aires, Argentina, Prometeo Libros, 2018, 102 p. (ISBN 978-987-574-911-5)
- (en) « A Manifesto in Four Times », Critical Times, vol. 1, no 1,‎ 1er avril 2018, p. 198-211 (lire en ligne)
- L’écriture sur le corps des femmes assassinées de Ciudad Juarez (préf. Irma Velez, postface Pascale Molinier), Paris, Payot, coll. « Petite Bibliothèque Payot », 2021 (ISBN 9782228927970)